# Juan Lacaze
Juan Lacaze es una ciudad del departamento de Colonia, Uruguay, sede del municipio homónimo.

## Ubicación
La ciudad se encuentra localizada en la zona sur del departamento de Colonia, a unos 45 km de Colonia del Sacramento, sobre las costas del Río de la Plata, al este de la desembocadura del arroyo Sauce en el mencionado río, y sobre la ruta nacional 54, 7 km al sur de su intersección con la ruta nacional 1.

## Historia
Previamente al surgimiento de esta ciudad, existía únicamente en la zona un saladero que había sido instalado allí en 1840. Sin embargo las características favorables que poseía el puerto natural del lugar atrajo la atención de la familia Lacaze, y en febrero de 1884, Juan L. Lacaze por cuenta de Lavalle, Medeci y Cia., compró a los sucesores de Blanco (dueño del saladero local) los terrenos adyacentes a la bahía. Un año más tarde, en 1885, establecieron en el Sauce (así era conocida la zona en ese momento), una compañía de piedra y arena, con el nombre de Lacaze y Cia. Esta compañía comenzó a atraer pobladores a la zona, cuyo número fue en aumento debido a la instalación en la zona de la Fábrica Nacional de Papel (FANAPEL) en 1898 y de la fábrica Textil «La Industrial» de Campomar y Soulas S.A instalada en 1903.
En 1909 el poblado formado junto al Puerto del Sauce fue declarado pueblo con el nombre de Juan Luis Lacaze por ley 3.433 del 15 de marzo de ese año, de esta manera se hizo honor a quien colaboró en el crecimiento de la localidad. Más tarde el pueblo recibe la categoría de villa por ley 7.257 de 17 de agosto de 1920 y finalmente es elevada a la categoría de ciudad por ley 11.934 del 8 de mayo de 1953.

## Población
Según el censo de 2023 la ciudad contaba con una población de 12 397 habitantes.
| 11 204        | 11 595 | 12 574 | 12 988 | 13 196 | 12 816 | 12 397 |
| (Fuente: INE) |        |        |        |        |        |        |

## Economía
Juan Lacaze se destaca por su actividad industrial. Desde fines del siglo XIX contó con la Fábrica Nacional de Papel (ahora FANAPEL), y con la textil Campomar y Soulas que daban empleo a miles de sus habitantes. La fábrica Campomar y Soulas tuvo que cerrar sus puertas en 1993, dando lugar a la empresa textil Agolan S.A., mientras que FANAPEL continúa con su actividad fabril y exportadora; a mediados de la década de 2010, esta actividad industrial agoniza. Actualmente no esta funcionando.

## Cultura
En la ciudad de Juan Lacaze, a partir del año 2000, se realizaba en el mes de febrero la Fiesta Nacional del Sábalo, la cual era de gran interés, no solamente para los locales, sino también para las zonas aledañas a la ciudad. Participaban grandes figuras del ambiente musical. Esta fiesta fue realizada por 13 años, siendo la última en el año 2013. Actualmente se realiza en diciembre, unos días antes de Navidad, la Fiesta del Gaucho, impulsada por el futbolista Cristian Rodríguez a beneficio de diferentes instituciones de la ciudad, con entrada gratuita.
La ciudad cuenta con el museo Puerto Sauce, en la calle José Enrique Rodó, donde se encuentran diversas exposiciones sobre la ciudad.

## Instituciones educativas
Dentro de esta ciudad se hallan varias instituciones educativas que trabajan para favorecer el aprendizaje en la comuna.
- Escuela pública N.º 39
- Escuela pública N.º 100
- Escuela pública N.º 105
- Escuela Especial N.º 136
- Jardín de Jornada Completa N.º72
- Jardín de Infantes N.º145
- C.A.I.F. “Los Sabalitos”
- C.A.I.F. “Olof Palme”
- Granja «La esperanza sabalera»
- CADIS (Centro de Apoyo al Discapacitado) Juan Lacaze
- Colegio privado María Auxiliadora
- Colegio privado Logosófico
- Liceo público N.º 1 (ciclo básico)
- Liceo público N.º 2 (Bachillerato)
- UTU
- Escuela Municipal del Hogar
- CAIDEN.